# Domtendo
Domtendo (* 12. Mai 1993 in Geretsried; bürgerlich Dominik Neumayer) ist ein deutscher Webvideoproduzent und Livestreamer. Sein Künstlername „Domtendo“ ist eine Mischung aus seinem Vornamen Dominik und dem Markennamen Nintendo.
Bekannt wurde Domtendo durch sogenannte Let’s-Play-Videos auf der Internetplattform YouTube. In diesen spielt und kommentiert er Computer- und Videospiele.
Mit über 2,3 Milliarden Klicks insgesamt belegte er im Februar 2023 Platz 30 der deutschen YouTube-Klick-Charts.

## Leben
Seinen Mittleren Schulabschluss erhielt Neumayer im Jahre 2010 an der staatlichen Realschule Geretsried. Nach erfolglosen Bewerbungen für eine Ausbildung als „Mediengestalter Bild und Ton“ startete er am 24. Januar 2007 einen kommerziellen Youtube-Kanal unter dem Titel „Geilkind“. Ab dem 10. März 2010 lud er dort regelmäßig Let’s Plays hoch.
Zunächst konzentrierte sich Neumayer hauptsächlich auf die Spieletitel des japanischen Videospielproduzenten Nintendo, später ergänzten Titel weiterer Spieleplattformen sein Portfolio. Auch Reiseberichte und vergleichbare Formate werden in unregelmäßigen Abständen hochgeladen.
Am 17. April 2013 fand die seinerseits zunächst unfreiwillige Umbenennung in den heutigen Namen Domtendo statt.
Bis 2014 war er Partner des MCNs (Multi-Channel-Networks) „TGN“ und damit gleichzeitig gewerblicher YouTube-Partner. Anschließend wechselte er zu TubeOne Networks.
Am 4. August 2018 erreichte er als erster deutscher Nintendo-YouTuber die Marke von einer Million Abonnenten.
Seit Juli 2020 ist Neumayer bei Studio71 unter Vertrag.
Im Februar 2023 hatte er über 300 Videospieltitel vorgestellt.
Neumayer ist verheiratet und wohnt in Hirschaid.

## Auszeichnungen
Am 26. September 2019 erhielt Domtendo den YouTube Goldene Kamera Digital Award 2019 in der Kategorie „Best of Let’s Plays und Gaming“.